# Комсомольськ (Первомайський район)
Комсомо́льськ (рос. Комсомольск) — село у складі Первомайського району Томської області, Росія. Адміністративний центр Комсомольського сільського поселення.

## Населення
Населення — 2211 осіб (2010; 2856 у 2002).
Національний склад (станом на 2002 рік):
- росіяни — 96 %